# Sävsläktet
Sävsläktet, (Schoenoplectus), är ett släkte med fleråriga, högväxta halvgräs med krypande jordstam som ofta bildar stora och glesa bestånd. 
Stjälken är trind, vanligen bladlös, grön eller blågrön. 
Undervattensformer med smala, två till fyra millimeter breda, långt tillspetsade blad. Axsamlingen är skenbart sidoställd, med långt stödblad som sträcker sig ovanför axsamlingen. Axfjällen är med eller utan körtlar. 
Blomman är tvåkönad, med upp till sex kalkborst. Tre ståndare, ett stift, två eller tre märken.
Nöten är plattad eller trekantig.
Kromosomtal: 2n=42. 
Sävsläktet har 60 arter. I Sverige finns det dock bara de två arterna säv (S. lacustris) och blåsäv (S. tabernaemontani). 
Ibland förs även arten havssäv (Bolboschoenus maritimus) till släktet. 
Släktnamnet Schoenoplectus kommer av grekiskans skhoinos (säv) och plektos (matta). Namnet kan syfta på att arterna växer i täta mattor eller att man förr flätade mattor av säv. 